# Беларусь (Могилёвская область)
Белару́сь (бел. Белару́сь) — деревня в Тетеринском сельсовете Круглянского района Могилёвской области.

## География
Деревня расположена в юго-западной части района, рядом с центром бывшего сельсовета — деревней Шепелевичи Круглянский район. К востоку от деревни протекает река Осливка. Деревня окружена лесами, в которых водятся лоси, олени, кабаны, волки и др..

## История
Раньше деревня называлась Белорусь. Переименована решением Могилёвского облисполкома № 15-7 от 28 февраля 2006 г..

## Население
Деревня относится к категории сельских населённых пунктов с населением менее 100 человек.

## Транспорт
Деревня связана местными дорогами с населёнными пунктами Бовсевичи
Круглянский район (на юге) и Шепелевичи Круглянский район (на севере), в которых имеются автобусные станции.

## Достопримечательности
В 2 километрах к юго-западу от деревни находится лесное озеро Хотомье (Хотомля).